# Mine de Zijinshan
La mine de Zijinshan est une mine à ciel ouvert d'or et de cuivre située dans le Fujian en République populaire de Chine.